# 尹厚德
尹厚德（：／ Yoon Hu-deok，1957年1月9日—），大韓民國自由派政治人物，第19到21屆國會議員。